# دیلان آسونگانی
دیلان آسونگانی (انگلیسی: Dylan Asonganyi؛ زادهٔ ۱۰ دسامبر ۲۰۰۰) بازیکن فوتبال اهل بریتانیا است.
از باشگاه‌هایی که در آن بازی کرده‌است می‌توان به باشگاه فوتبال میلتون کینز دونز اشاره کرد.